# Beast of Bourbon
Beast of Bourbon – jedenasty album studyjny niemieckiego zespołu thrash metalowego Tankard wydany 12 kwietnia 2004 roku przez AFM Records.

## Lista utworów
1. "Under Friendly Fire" - 3:04
2. "Slipping from Reality" - 4:16
3. "Genetic Overkill" - 4:38
4. "Die with a Beer in Your Hand" - 5:33
5. "The Horde" - 4:16
6. "Endless Pleasure in" - 4:51
7. "Dead Men Drinking" - 3:51
8. "Alien Revenge" - 3:36
9. "Fistful of Love" - 4:43
10. "Beyond the Pubyard" - 3:25

## Twórcy
- Andreas Geremia - wokal
- Andy Gutjahr - gitara
- Frank Thorwarth - gitara basowa
- Olaf Zissel - perkusja